# Сив брегобегач
Сивият брегобегач (Calidris temminckii) е птица от семейство Бекасови (Scolopacidae).

## Разпространение
Видът е разпространен из блатата на Северна Арктика и Азия. Размножава се в Южна Скандинавия и от време на време в Шотландия. Зимува в сладководните води на тропическа Африка, Индийския субконтинент и части от Югоизточна Азия.
Среща се и в България.